# Чара-банк
«Чара-банк» — российский банк, от деятельности которого пострадали десятки тысяч вкладчиков, в том числе многие представители театральной и кинематографической элиты. В последней своей стадии превратился в финансовую пирамиду.
Банк начинался с индивидуального семейного предприятия Владимира Рачука и его жены Марины Францевой. Сам Рачук пошёл по стопам отца Игоря Рачука (киноведа, экс-председателя Госкомкино СССР), окончил Институт культуры, несколько лет работал в Союзинформкино. С 1988 года занимался коммерцией.
Банк был зарегистрирован 31 декабря 1992 года. В сентябре 1993 года он начал принимать деньги под высокие проценты. Одновременно большие суммы выводились за границу.
Банк «Чара» являлся частью компании «Чара-Холдинг». Учредителями банка стали ТОО «Фортекс», «Чара — Санкт-Петербург», ИЧП «3 ЭР», «Инком-Софт», «Трефа», юридическое агентство «Юриомпэкс».
С самого начала своей деятельности банк имел столкновения с Банком России, так как проводил банковские операции, не имея лицензии.
В защиту банка «Чара» было опубликовано открытое письмо в газете «Известия».  Письмо подписали Белла Ахмадулина, Борис Мессерер, Александр Иванов, Григорий Горин, Георгий Бакланов, Эдуард Брагинский, Игорь Моисеев, Петр Тодоровский, Виктория Токарева, Николай Петров, Анатолий Карпов и другие.
8 сентября 1993 года «Чара» получил банковскую лицензию (лицензия ЦБ РФ № 2487). К 1 октября его оплаченный уставный фонд составил 5 млрд рублей.
Летом 1994 года был подписан протокол о коллективной ответственности структур холдинга перед третьими лицами (а это значит, и перед вкладчиками). А 18 октября того же года банк прекратил выплаты вкладчикам. 14 марта 1996 года Центробанк отозвал у банка «Чара» лицензию на совершение банковских операций по официальной формулировке «в связи с неисполнением банком требований федеральных законов, регулирующих банковскую деятельность, нормативных актов Банка России, неудовлетворительным финансовым положением, неисполнением своих обязательств перед вкладчиками и кредиторами, несоблюдением обязательных нормативов, несоблюдением правил ведения бухгалтерского учета, норматива обязательных резервов, депонируемых в Банке России, и неисполнением предписаний Центрального Банка Российской Федерации». На этот день задолженность у банка составила 131 млрд неденоминированных рублей, что составляло примерно 27 133 тыс. долларов США по официальному курсу на тот момент.
Была высказана версия, что дефицит образовался тогда, когда курс рубля упал, а вкладчики пожелали получить выросшие долларовые вклады. Один из вариантов спастись был — выплачивать проценты по истекшим вкладам за счёт привлечения новых — то есть превращение в финансовую пирамиду.
В ноябре 1994 года один из основателей, Владимир Рачук, был найден мёртвым в собственной ванной. Его жена, Марина Францева, с осени 1995 по весну 1996 года находилась в федеральном розыске. Известно, что в 1996 году она покидала Россию. Арестована в 2004 году на своей даче в Жуковке.